# Инкуб
Инкуб (Incubus от латински incubare за лежащ отгоре) е вид мъжки демон, противоположното на женския, сукуб.
Инкубите са мъжките демони в еврейската и християнска митологии.
Счита се, че се хранят с енергията на спящите жени, с които се съвкупяват нощем. Когато Инкуб преспи с жена, тя не си спомня това, а ѝ се струва, че е сънувала.
При християнството, нощните греховни сънища често се обясняват с посещението на Инкуб. Така жената не трябва да се чувства отговорна за извършения грях, тъй като е жертва на свръхестествена сила.
През Средновековието обаче, жени са били набеждавани като извършили съзнателно полов акт с Дявола и приели по този начин да му се подчиняват. Дяволът приемал при тези случаи формата на Инкуб.
Една от широко разпространените теории гласи, че Инкубът като демон е безполов. Така, той приема първо формата на Сукуб, който преспива с мъж, поема семето му в себе си, после се превръща в Инкуб и опложда с това семе жената.